# 全球基础设施和投资伙伴关系
全球基建和投資伙伴關係（英語：Partnership for Global Infrastructure and Investment，縮寫：PGII），是七國集團（G7）基於藍點網路的信任原則，為發展中國家提供資金的一項協同合作，目的是反制中華人民共和國的戰略影響力和債務陷阱外交。2022年6月26日，七國集團領導人在第48屆峰會期間宣佈啟動此一計畫，為中低收入國家提供有別於中國「一帶一路」的建設基礎設施合作倡議。

## 評價
中国清华大学战略与安全研究中心（CISS）《美國觀察》欄目文章稱，PGII与之前的「重建更好世界」相比是「换汤不换药」，并无太多新意，但在资金与项目进展上更务实。
美國之音認爲此舉標志美國擺脫「重建更好世界」陰影。

## 項目
2023年，美国与印度尼西亚宣布建立小型模块化核反应堆清洁能源伙伴关系。